# 白川雄也
{{Act
- 疵痕 - 監orActress

| 芸名 = 白川雄也
| ふりがな = しらかわ　ゆうや
| 画像ファイル = 白川雄也2021.jpg
| 画像サイズ = 
| 画像コメント = 白川雄也（「日本タレント名鑑」より）
| 本名 = 綱脇雄也（つなわき ゆうや）
| ニックネーム = ゆうや、ゆうちゃん
| 出生地 =  日本・福岡県
| 死没地 = 
| 民族 = 日本人
| 身長 = 171cm
| 血液型 = A型
| 生年 = 1982
| 生月 =6
| 生日 = 7
| 没年 = 
| 没月 = 
| 没日 = 
| 職業 = 俳優　劇団座長　脚本家　会社経営者
| ジャンル = テレビ・映画・舞台・演出
| 活動期間 = 2019年 - 
| 事務所 = officemove 
}}
白川 雄也（しらかわ ゆうや、1982年6月7日 - ）は、日本の俳優、劇団座長、会社経営者、脚本家。福岡県出身。愛称は「雄也」「雄ちゃん」。柔道二段肉体派。2020年現在、会社経営。

## 来歴
飯塚市生まれ。
小、中学校を地元ですごす。高校は中学から始めた柔道の特待生として山口県多々良学園高等学校(現在 高川学園高等学校)に入学し、三年間柔道に打ち込む。インターハイに出場し山口県指定強化選手国体指定選手に選ばれる。柔道二段を保持。
高校卒業後、建設現場で働き、洋服が好きでアパレル関係に就職した経験あり。
2010年建設現場で働いた経験を生かし個人会社「東亜技建」を設立する。
2014年会社を法人化し、社名を「株式会社とうよう開発工業」に改める。
2017年KBCテレビ「アサデス」に会社代表者としての出演をきっかけに翌年2018年1月からコミュニティーFMコミテンにて隔週火曜日の20時～20時55分ラジオ番組「your voice」がスタート。
元々、俳優業に興味があり、エンターテイメントの仕事がしたいという気持ちが昔からあった。2018年たまたま現在の所属事務所Enjin株式会社の代表をつとめる唐渡亮　のホームページを見つけ連絡しコンタクトをとる。
2019年正式に、ニューヨークアクターズ・スタジオの東洋人初の正会員であるゼン・ヒラノに師事し『メソッド・アクティング』を学んだ唐渡亮に弟子入り。本格的にアクティングメソッドを学ぶ。
2024年芸能プロダクション　clovers　castを設立。https://www.clovers-entertainment.org/

## 出演

### ラジオ
- かわいいラヂオyourボイス　パーソナリティ
- FM GIG「ツネッキーのぬかるみのしゃかい」ゲスト出演
- come onfm　ゲスト出演
- 夢のたね　ゲスト出演
- FM KITAQ「夜はウラの顔」ゲスト出演
- KAWASAKI FM ごちゃまぜラジオ パーソナリティ
- FMレインボー「プレアパ研究所」ゲスト出演
- FM hibiki station「life＆music」ゲスト出演
- FM　HIBIKI station「Dreamin Sunday」プロデューサー
- コミテン　FM 365radio　director

### テレビドラマ
- 天国からのラブソング　葬儀参列者役

### webドラマ
- 「雨の音調」三上医師 役
- 建設会社　PRドラマ

### CM
- 西日本鉄道株式会社　西鉄電車　乗客役

### 映画
桑田浩一監督　「 石だん」（舞台監督 白川役）
- 「47の妖怪たち」（第8話パウチカムイ） - 遠藤之雅 役
- 流れる血は物語る　　卑弥呼取り巻き役
- 映画「カウンセリング」　探偵 下村不二夫 役
- 「MIND YOUR EYES２」　小島　健 役
- 「猫と私ともう一人の猫」　園田　孝和 役
- はなまる劇場のいちばん長い日　刑事　桂役
- 龍帝外伝　『新章』lＬＥＧＥＮＤ　ＯＦ　ＤＲＡＧＯＮ」大蛇　役

### 海外映画
- フィリピン映画「hold　me close」takashi　役

### 声優
- 新ニッポンヒストリー 第50話「もしも織田信長が本当にうつけだったら。」 - 今川義元 役

### テレビ番組
- 情熱料亭 杉むら　（2023年　TOKYO MX）ゲスト出演

### ドラマ
- NHK【ザ・ライフ】『無名　田中一村に魅(み）せられた男たち　鶴耀一朗役

### プロデューサー
- 猫と私ともう一人の猫
- 龍帝外伝　『新章』lＬＥＧＥＮＤ　ＯＦ　ＤＲＡＧＯＮ」
- 短編ホラー映画　「FREDERICK　FOREST」

| スタブアイコン | サブスタブ | この項目は、まだ閲覧者の調べものの参照としては役立たない、俳優（男優・女優）に関連した書きかけの項目です。この項目を加筆・訂正などしてくださる協力者を求めています（P:映画/PJ芸能人）。 |